# (10627) Ookuninushi
(10627) Ookuninushi est un astéroïde de la ceinture principale.

## Description
(10627) Ookuninushi est un astéroïde de la ceinture principale. Il fut découvert le 19 janvier 1998 à Nachikatsuura par Yoshisada Shimizu et Takeshi Urata. Il présente une orbite caractérisée par un demi-grand axe de 3,03 UA, une excentricité de 0,12 et une inclinaison de 8,6° par rapport à l'écliptique.

## Compléments